# Mortacci
Mortacci è un film del 1989, diretto da Sergio Citti.

## Trama
Il vecchio Domenico fa il custode in un piccolo cimitero. Rozzo e disonesto, è solito depredare quelle salme su cui invece dovrebbe vigilare. Di notte, le anime dei defunti vengono fuori dalle ombre per scambiare quattro chiacchiere, aspettando che muoiano tutti quelli che si ricordano di loro. Solo allora potranno lasciare il cimitero, luogo di passaggio e di attesa, e dirigersi verso la destinazione finale.
Nel gruppo delle anime in attesa c'è Tommaso Grillo, il veterano, che è morto da molto tempo e non sa quando potrà lasciare il cimitero. Infatti, lui ha inventato il modo di dire "chi dorme non prende pesci" (e altri altrettanto famosi) e quindi la gente non si è ancora dimenticata di lui e chissà quando lo farà.
Lucillo, soldato erroneamente creduto morto in una missione di pace in Libano, dopo essere tornato a casa scopre che l'intero paesino ha lucrato sulla sua presunta morte diventando un "museo vivente" dell'eroe. I familiari e gli amici di Lucillo, vedendolo vivo, decidono di "rimediare" all'inconveniente convincendolo ad andare da Domenico per raggiungere l'ultima dimora. C'è anche Angelo Cuoco, detto "Scopone", morbosamente attratto dalla bellezza femminile e, soprattutto, dal fondo schiena. Durante il corteggiamento di una bella barista, per un malessere intestinale, se la fa addosso e muore letteralmente di vergogna. L'attrice Alma Rossetti durante una prova teatrale si uccide involontariamente con la pistola del collega e compagno Edmondo che credeva scarica.
Nel gruppo si trova anche uno straniero, Archibald Williams, un americano la cui salma è stata spedita per errore in Italia al posto di quella del padre di Torquato Guglielmi. Quest'ultimo, affatto turbato per l'accaduto, speculerà guadagnandoci sia con il becchino incaricato del trasferimento, sia con i figli del defunto venuti a recuperare i poveri resti del padre. Archibald lascia il cimitero per seguire i propri cari in America. Felice e Giggetto, due truffatori che suonano in strada fingendosi ciechi per raccogliere le offerte dei passanti. A loro volta sono truffati dalla bella ballerina Jolanda e, quando tentano di farsi giustizia rubandole la borsa e fuggendo, finiscono sotto ad un treno insieme al loro cagnolino morendo sul colpo. Alla fine saranno proprio loro a morire definitivamente, dal momento che Jolanda, che andava sempre a trovarli al cimitero, muore trovandosi lì dentro.
Edmondo, attore e compagno di Alma, è ancora vivo e più volte inscena il suo suicidio con la stessa pistola con la quale si è uccisa Alma e, esattamente come sulla scena, non ci riesce mai a causa del suo "presunto" cattivo funzionamento. Una notte, entrato nel cimitero, viene sorpreso da Domenico e anche con lui si esibisce nella scena dell'amante disperato che vuole suicidarsi. Anche Domenico, esattamente come Alma, si toglie la vita con la pistola credendola scarica, raggiungendo le anime dei defunti che ha derubato, i quali non gli serbano rancore. Anche Edmondo, per la forte emozione, muore (senza doversi suicidare) ritrovando l'amata Alma che non è molto felice di rivederlo.
L'indomani, davanti al cancello del cimitero, si forma un piccolo assembramento di persone che vogliono entrare e che, trovando il cancello chiuso, si chiedono che fine abbia fatto Domenico...

## Produzione
Sergio Citti, allievo di Pier Paolo Pasolini, ebbe proprio dal suo maestro, anni prima, l'idea di realizzare un film con quel soggetto. Nel film Citti si avvale di Ferzan Özpetek quale aiuto regista.
David Grieco, in un'intervista riportata nel libro Sergio Citti. Lo "straniero" del cinema italiano afferma che il film era stato proposto a Roberto Benigni, Carlo Verdone e Massimo Troisi, i quali avrebbero dovuto interpretare rispettivamente i ruoli del soldato Lucillo Cardellini (poi assegnato a Rubini), del guardiano Domenico (poi andato a Gassman) e dell'attore Edmondo (ruolo interpretato da McDowell). I tre comici non presero parte al film perché in disaccordo con il regista che, durante i loro incontri, dopo aver ascoltato le proposte dei tre attori, puntualmente le bocciava. "Verdone - dice Grieco - era il più morbido. Avrebbe accettato di fare tutto pur di fare un film con Troisi e Benigni". Grieco sostiene anche che, il comico napoletano e il comico toscano, non abbiano voluto farlo per paura di dover seguire per forza le indicazioni e lo stile di Citti. 
Benigni, in un'intervista presente nel libro Francesco Nuti. La vera storia di un grande talento, sostiene che anche Francesco Nuti avrebbe dovuto interpretarvi un ruolo, specificando che sarebbe stata tutta un'altra storia rispetto a quella che poi è stata girata. 
Il film segna il ritorno sul grande schermo di Alvaro Vitali, dopo un'assenza che perdurava dal 1983.
Il cimitero del film è inesistente. Citti ha infatti preferito girare tutte le scene in un set allestito negli studi di Cinecittà.

## Accoglienza

### Critica
Laura e Morando Morandini affermano che: "A fare da mastice ai vari aneddoti c'è un trucido, affabile, cinico custode di cimitero, interpretato da un Gassman che fa il verso a un samurai povero. Brava Mariangela Melato in una doppia parte briosa ed energica." Mentre Francesco Mininni del film scrive: "Citti procede imperterrito sulla strada del grottesco un po' popolare e un po' intellettuale. Ma allo stesso tempo procede imperterrito anche sulla strada della mancanza di senso del ritmo, dei significati nascosti e degli sberleffi prevedibili. Nonostante il buon cast a disposizione il film procede faticosamente tra uno sbadiglio e l'altro."